# Strażnica KOP „Żurawy”

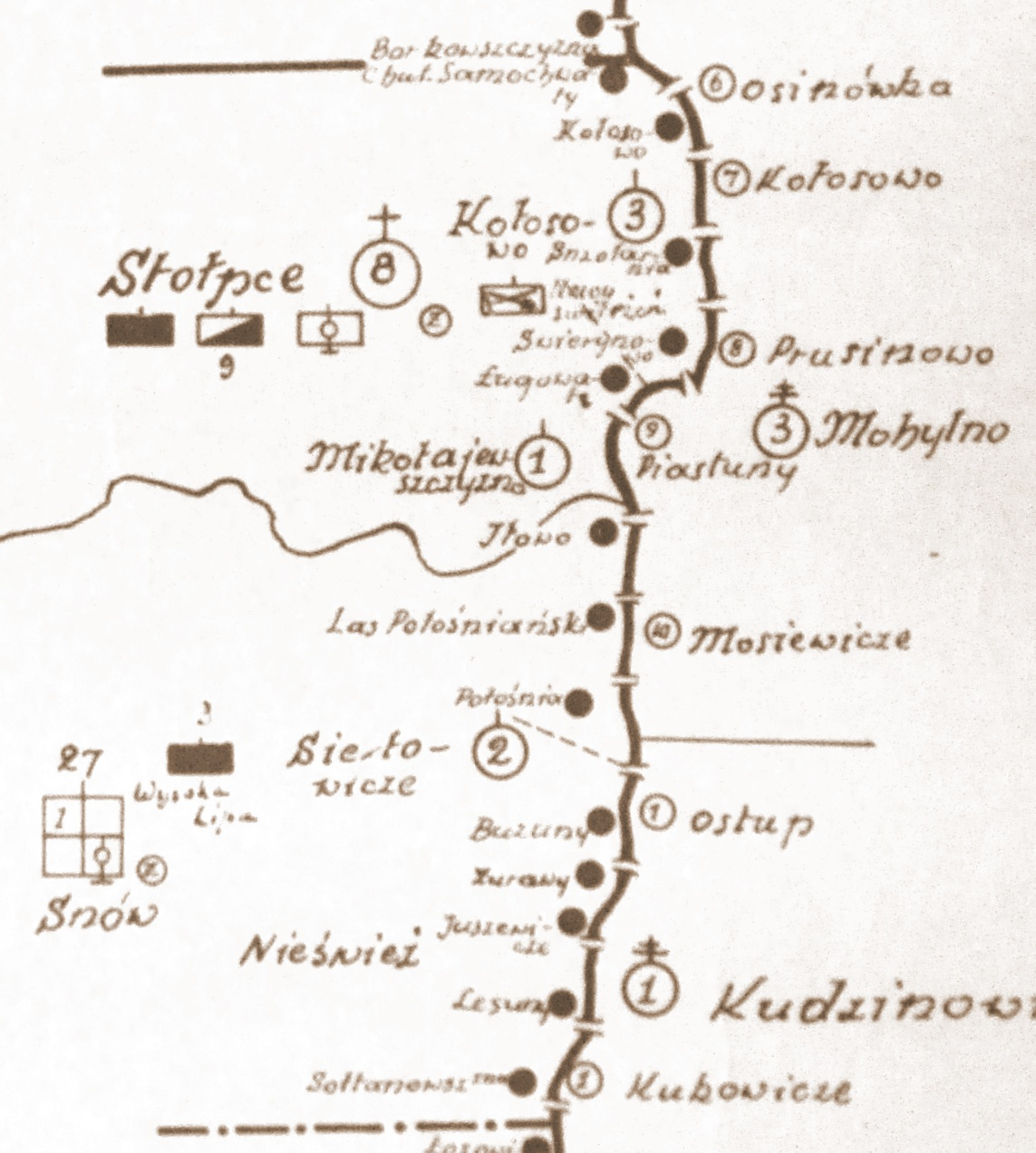
Szkic rozmieszczenia batalionu KOP „Stołpce” w 1931

Strażnica KOP „Żurawy” – zasadnicza jednostka organizacyjna Korpusu Ochrony Pogranicza pełniąca służbę ochronną na granicy polsko-sowieckiej.

## Formowanie i zmiany organizacyjne
W 1924, w składzie 2 Brygady Ochrony Pogranicza, został sformowany 8 batalion graniczny. W 1928 w skład batalionu wchodziło 13 strażnic. Strażnica KOP „Cegielnia I” w 1929 znajdowała się w strukturze 2 kompanii KOP „Siejłowicze”. W komunikacie dyslokacyjnym z 1928 i 1932 nie występuje. Strażnica liczyła około 18 żołnierzy i rozmieszczona była przy linii granicznej z zadaniem bezpośredniej ochrony granicy państwowej. 
W 1924, w składzie 2 Brygady Ochrony Pogranicza, został sformowany 8 batalion graniczny. W 1928 w skład batalionu wchodziło 13 strażnic. 74 strażnica KOP „Żurawy” w latach 1928 – 1934 znajdowała się w strukturze 2 kompanii KOP „Siejłowicze” . W komunikacie dyslokacyjnym z 1929 występuje pod nazwą strażnica KOP „Cegielnia”.
W komunikacie dyslokacyjnym z 1938 nie występuje. Strażnica liczyła około 18 żołnierzy i rozmieszczona była przy linii granicznej z zadaniem bezpośredniej ochrony granicy państwowej.
W 1932 obsada strażnicy zakwaterowana była w budynku KOP.

## Służba graniczna
Podstawową jednostką taktyczną Korpusu Ochrony Pogranicza przeznaczoną do pełnienia służby ochronnej był batalion graniczny. Odcinek batalionu dzielił się na pododcinki kompanii, a te z kolei na pododcinki strażnic, które były „zasadniczymi jednostkami pełniącymi służbę ochronną”, w sile półplutonu. Służba ochronna pełniona była systemem zmiennym, polegającym na stałym patrolowaniu strefy nadgranicznej, wystawianiu posterunków alarmowych, obserwacyjnych i kontrolnych stałych, patrolowaniu i organizowaniu zasadzek w miejscach rozpoznanych jako niebezpieczne, kontrolowaniu dokumentów i zatrzymywaniu osób podejrzanych, a także utrzymywaniu ścisłej łączności między oddziałami i władzami administracyjnymi. Strażnice KOP stanowiły pierwszy rzut ugrupowania kordonowego Korpusu Ochrony Pogranicza.
Strażnica KOP „Żurawy” w 1932 ochraniała pododcinek granicy państwowej szerokości 4 kilometrów 649 metrów od słupa granicznego nr 841 do 850.
Wydarzenia:
- W meldunku sytuacyjnym z 27 stycznia 1925 napisano:

25 stycznia 1925 ze strażnicy zostali wysiedleni przez policję z posterunku Olkowicze Nowak i Giełdowicz.
26 stycznia 1925 strażnica przytrzymała Giełdowicza, który przeszedł na teren Polski. Przekazany został Policji Państwowej.
Sąsiednie strażnice:
- strażnica KOP „Buzuny” ⇔ strażnica KOP „Juszewicze” - 1928[2], 1931[6] , 1932[3], 1934[7]